# Kostopil
Kostopil, též Kostopol (ukrajinsky Костопіль [kostopiľ]) je administrativní, průmyslové a kulturní centrum Kostopilského rajónu Rovenské oblasti ve Volyni na severozápadní Ukrajině. Nachází se 33 km severně od města Rivne přibližně uprostřed oblasti. Kostopil je stanicí na železnici Rivne - Sarny, která je součástí trasy Lvov – Bělorusko. V Kostopilu v dnešní době žije přes 30 800 obyvatel.

## Historie

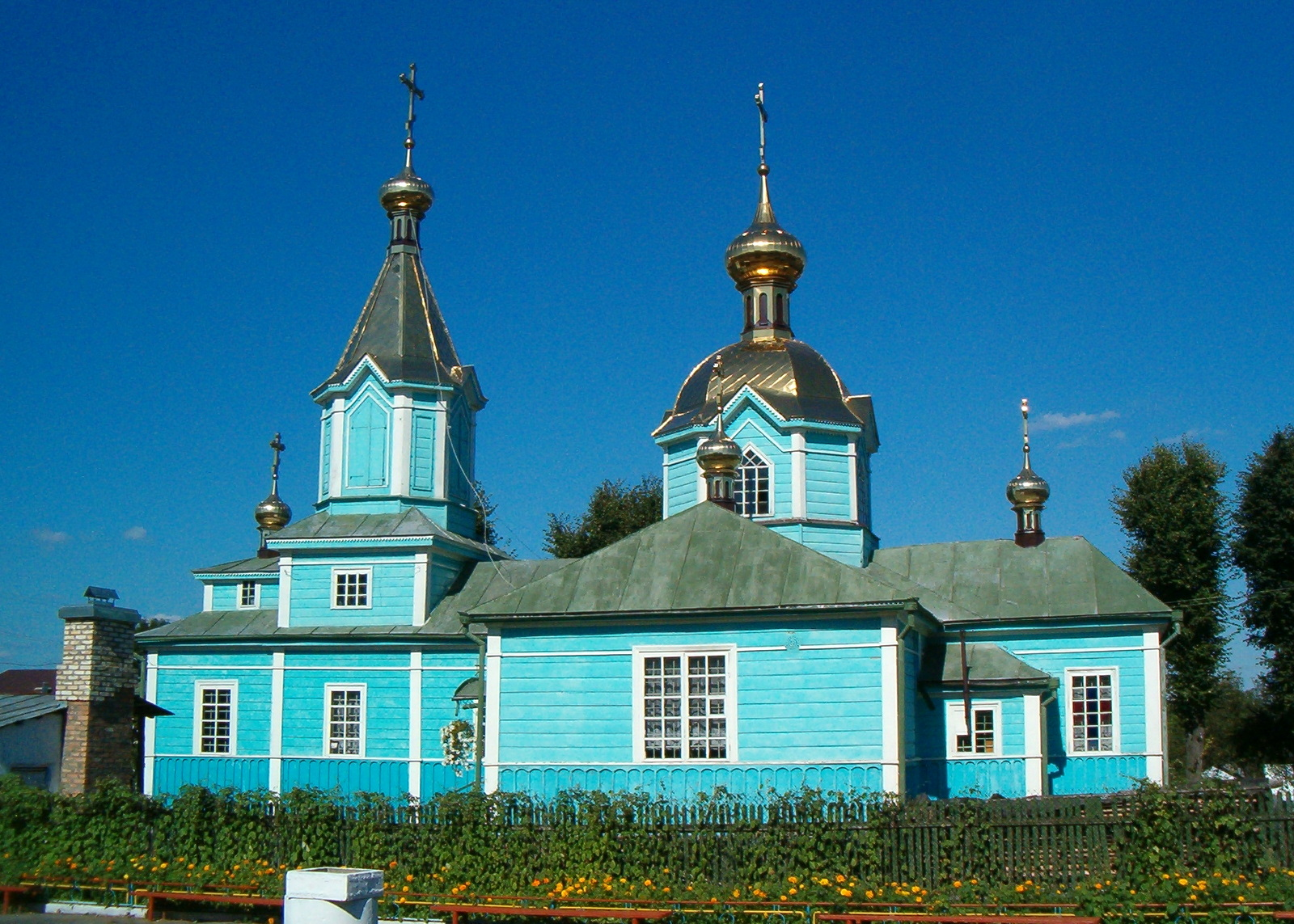
Kostel

Město bylo založeno za vlády polského krále S. Poniatovského 14. listopadu roku 1783, na žádost jeho vlastníka Leonarda Vorcela. Podle historických pramenů město Kostopil vzniklo z původní vesnice Ostalci, o které je první písemná zmínka z roku 1648 pocházející z domovního registru a nezávisle na něm zaznamenaná i knězem Zaslavským.
22. května roku 1995 byl odhalen památník Tarase Ševčenka.